# Tibouchina divaricata
Tibouchina divaricata är en tvåhjärtbladig växtart som beskrevs av Célestin Alfred Cogniaux. Tibouchina divaricata ingår i släktet Tibouchina och familjen Melastomataceae. Inga underarter finns listade i Catalogue of Life.